# Geodetische koepel

De structuur van een geodetische bol

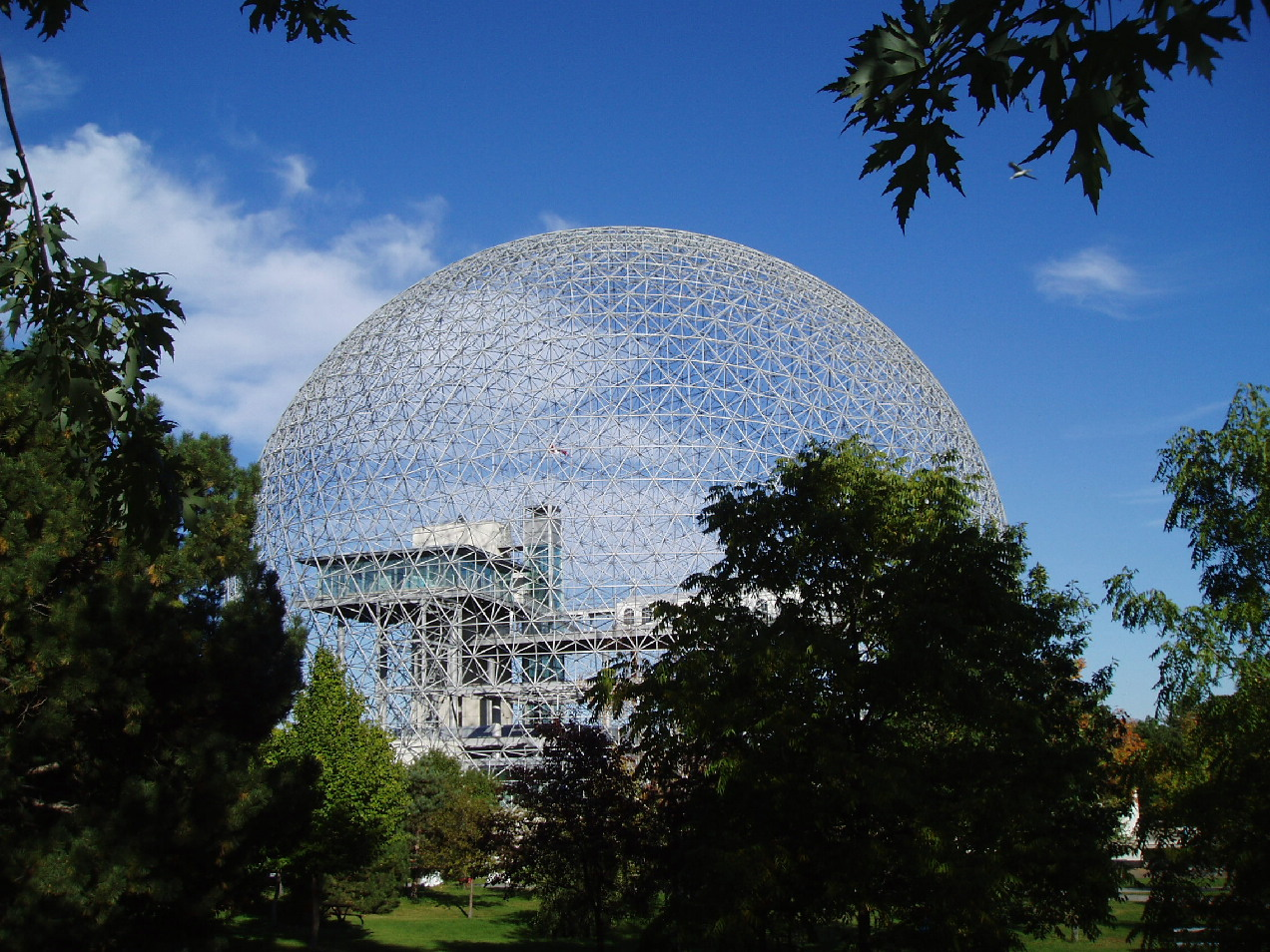
Geodetische koepel in Montreal

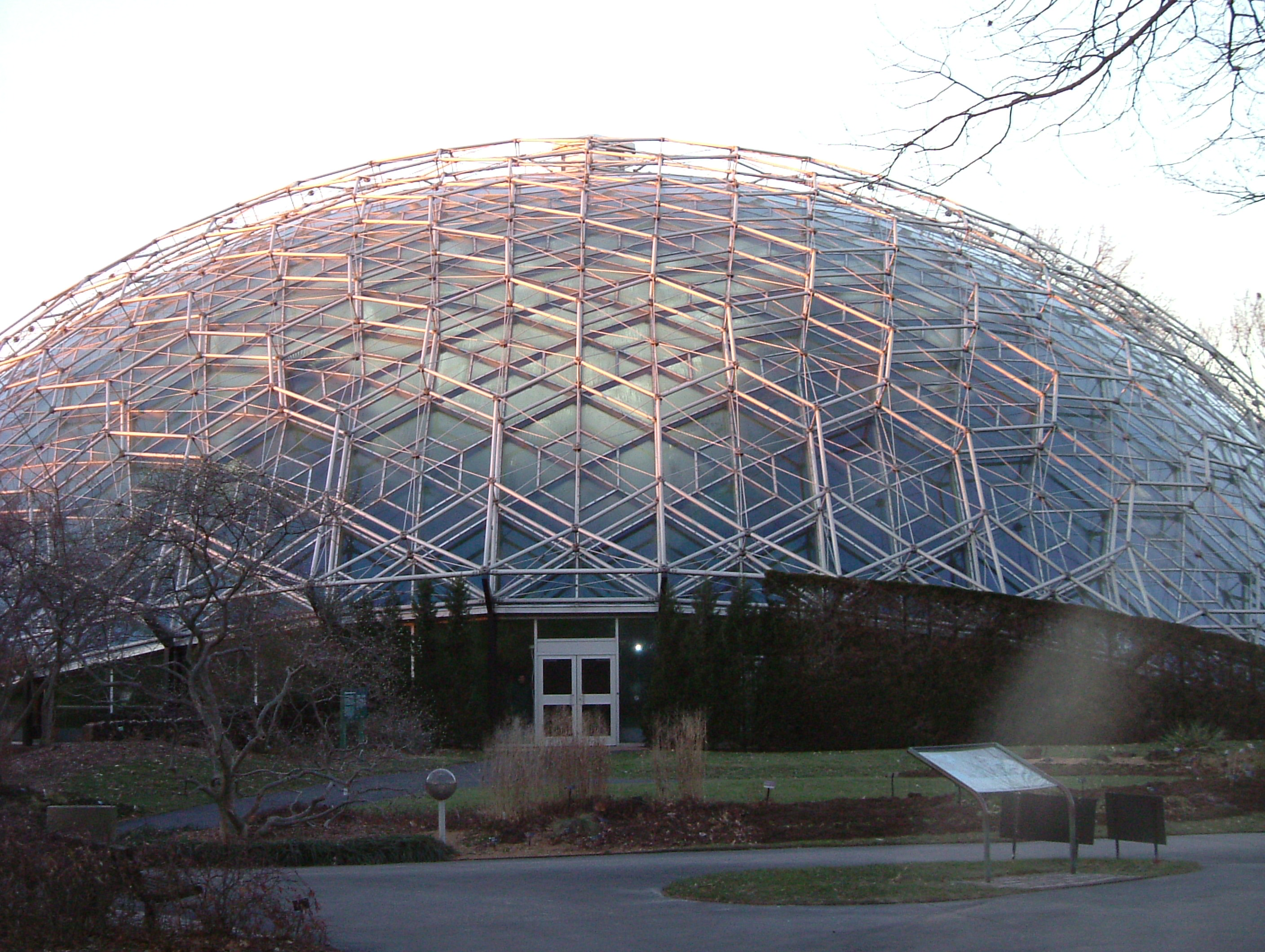
Climatron

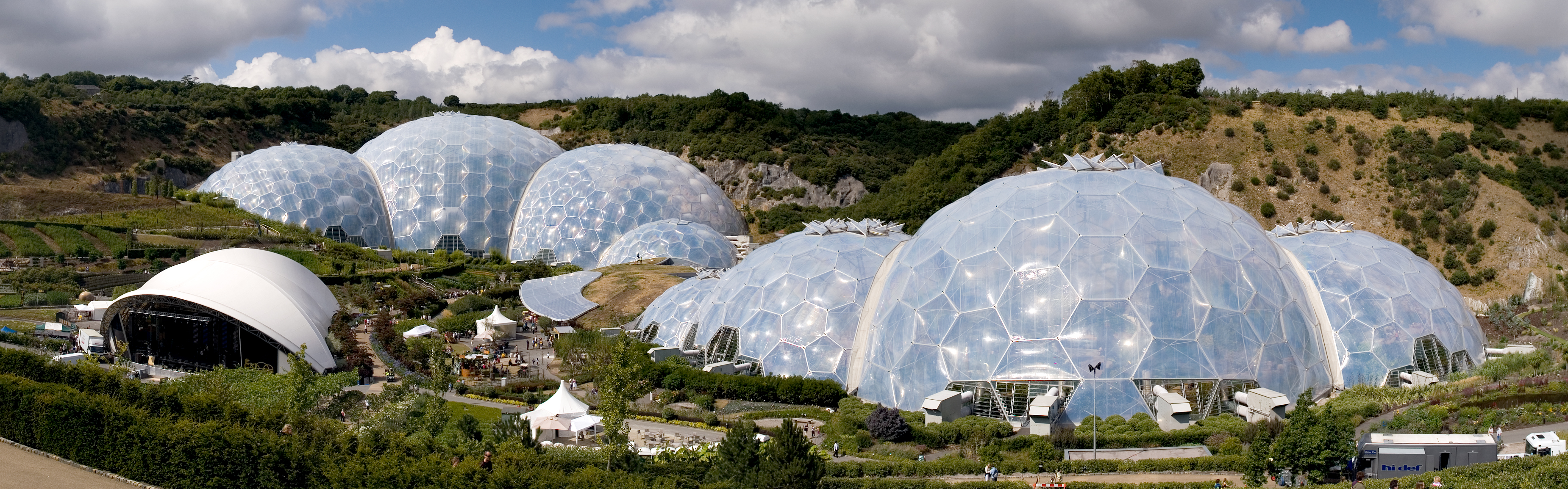
Geodetische koepels van het Eden Project

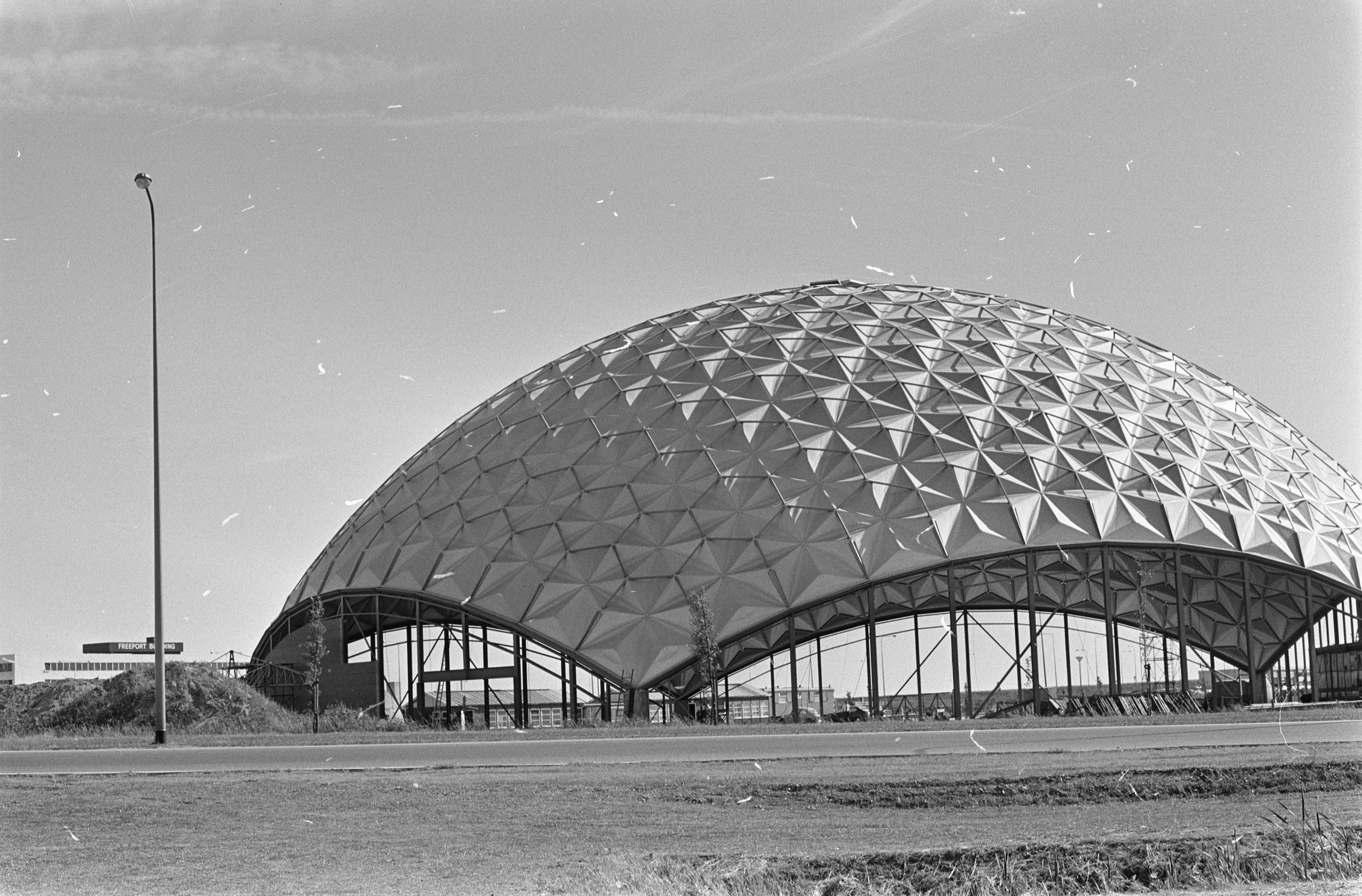
Het Aviodome op Schiphol in aanbouw
26 juni 1969.

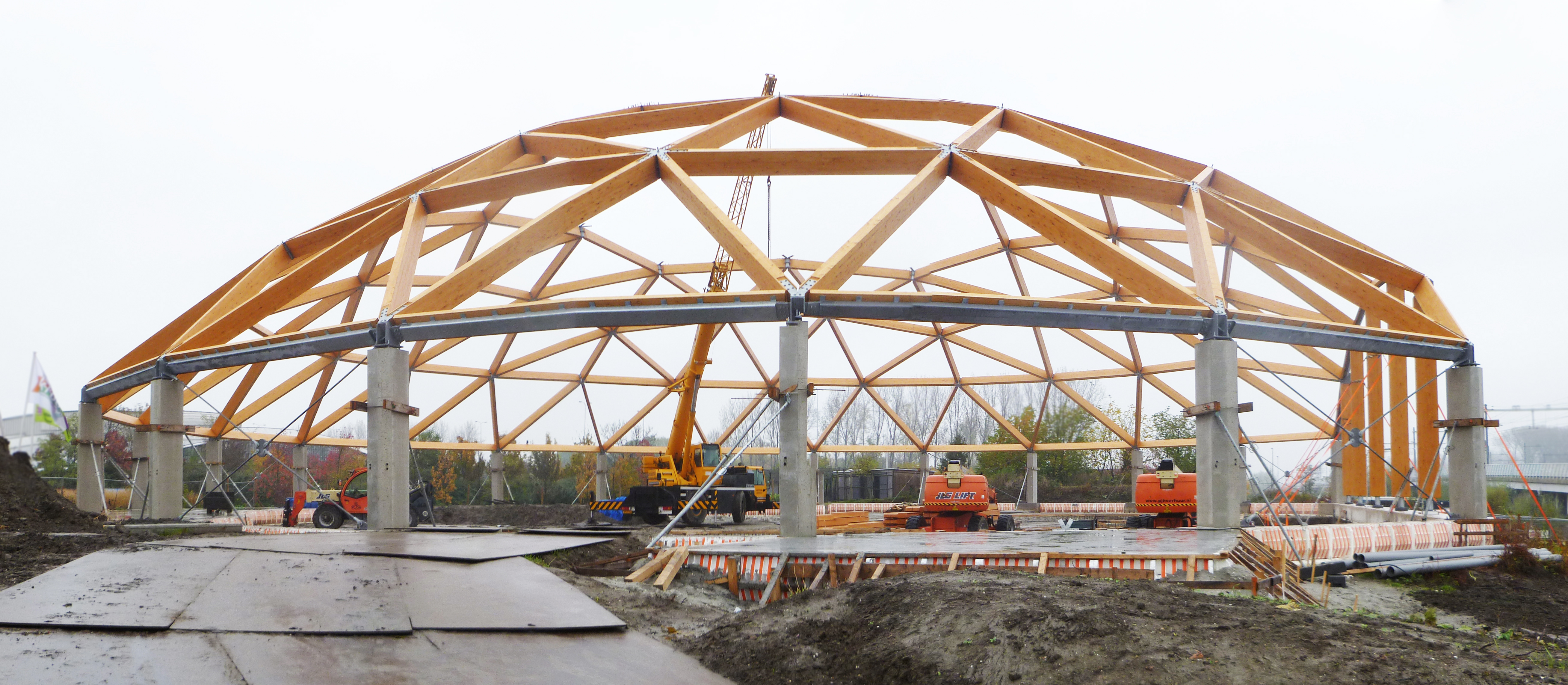
Bouw houten geodetische koepel Amazonica Dome Blijdorp Rotterdam

Een geodetische koepel of geodetisch gewelf is een koepel of gewelf, dat door de speciale constructie zeer licht kan worden uitgevoerd. De naam komt van de driehoeksmeting, een onderdeel van geodesie. Een geodetische koepel is een soortgelijk geheel van driehoeken.  De constructie is zelfdragend: er is geen verdere ondersteuning nodig. 
Het is vaak het bovenste deel van een geodetische bol.
De Amerikaanse architect Richard Buckminster Fuller wordt veelal gezien als de uitvinder van de geodetische koepel. Hij maakte de geodetische koepel bekend, maar in Duitsland ontwierp Walther Bauersfeld in dienst van Carl Zeiss te Jena meer dan twintig jaar eerder een geodetische koepel.

## Constructie
De geodetische koepel is een constructie, min of meer in de vorm van het bovenste deel van een bol, gebaseerd op de verdeling van de afgeknotte icosaëder. Ieder zijvlak op de afgeknotte icosaëder wordt vervolgens in een aantal gelijkbenige driehoeken onderverdeeld, die iets omhoog komen. Alle hoekpunten van de driehoeken vormen nu de knooppunten van het gewelf. Daartussen worden rechte balken of liggers aangebracht. De resulterende structuur is in de afbeelding hiernaast te zien. Er wordt op deze manier een bolsegment gebouwd, de geodetische koepel.
Voor de opbouw van de geodetische koepel kan zowel staal als hout worden toegepast. Hout heeft hierbij als voordeel dat het een gering eigen gewicht heeft. Het is daarbij geschikt om drukkrachten op te vangen waardoor alle belastingen in de koepel worden afgevoerd door middel van drukkrachten.

## Toepassingen
Doordat de koepel zelfdragend is, is hij bijzonder geschikt voor grote open structuren zoals tentoonstellingshallen. De grootste geodetische koepel, uitgevoerd in hout, staat in de Verenigde Staten met een vrije overspanning van 260 meter. Een van de bekendste voorbeelden van geodetische koepels is het Amerikaanse paviljoen op de Expo 67 (ontworpen door Buckminster Fuller), de Wereldtentoonstelling van 1967 in Montreal. Andere internationale voorbeelden zijn de broeikas Climatron van de Missouri Botanical Garden en verder het Eden Project, een botanische tuin in Cornwall met twee groepen kassen, die uit een aantal geodetische koepels bestaan.

## Nederland
Er zijn in Nederland veel geodetische koepels gebouwd. De bekendste stalen geodetische koepel in Nederland is wellicht het voormalige Aviodome bij Schiphol, dat bij de bouw in 1971 de eerste geodetische koepel op het vasteland van Europa was.
De dakconstructie wordt in Nederland veel gebruikt:
- het Aviodome op Schiphol, gebouwd in 1971, gedemonteerd in 2004,[1] vrije overspanning van 60 meter 
 in 2018 herbouwd als Amsterdome aan de Basisweg, bij de Seineweg in Amsterdam-Westpoort 
 Het gebouw biedt sinds november 2018 onder de naam Amsterdome onderdak aan een congrescentrum, met plek voor 2.500 bezoekers. Voor de herbouw en inrichting werd op grote schaal gebruikgemaakt van gerecyclede materialen.
- de Frans Hoebenshal te Deurne, gebouwd in 1977-1978, vrije overspanning van 53 meter, afgebroken circa 2015
- de Olympushal te Zoetermeer, gebouwd in 1978[2]
- Zwembad De Blinkerd in Den Haag
- sporthal De Schulp in Budel, afgebroken in 2009
- De Koepel van Louwman & Parqui in Raamsdonksveer, 1981
- een bedrijfshal te Best, gebouwd omstreeks 1981[3]
- Artis Planetarium, 1986
- subtropisch zwemparadijs van Nes op Ameland, 1986
- moskee van Eindhoven, 1988
- 3D Speeltuin DierenPark Amersfoort, 1991
- Indoor Sporthal te Eindhoven, 1992
- DinoDome[4] van GaiaZOO in Kerkrade, 2009
- houten geodetische koepel in Diergaarde Blijdorp,[5] 2012

## Geodetische bol
Een geodetische bol of geodetisch veelvlak is een veelvlak met geen andere zijvlakken dan driehoeken, of eventueel een topologisch equivalent (waarmee ook het verschil tussen een bol en een veelvlak verdwijnt), vooral een met veel driehoeken, die daadwerkelijk ongeveer bolvormig is.
Bij een geodetische bol met steeds vijf of zes driehoeken samenkomend in een hoekpunt is het aantal hoekpunten waar vijf driehoeken samenkomen twaalf, zie ook veelvlakken met vijfhoeken en zeshoeken.
De duale hiervan heeft geen andere zijvlakken dan vijfhoeken en zeshoeken, met steeds drie samenkomend in een hoekpunt. Het aantal vijfhoeken is dan twaalf. Bij voldoende zijvlakken kan ook deze daadwerkelijk ongeveer bolvormig zijn.
Bij beide figuren kunnen bij voldoende zijvlakken de twaalf "uitzonderingsgevallen" onopvallend zijn, anders dan bij een bedekking met vooral vierhoeken.

## Trivia
- Het koolstofmolecuul fullereen, buckybal, is naar Buckminster Fuller genoemd, omdat de structuur van het molecuul de vorm heeft van een geodetische koepel.